# جوزيف فرنسيس ساتورو
جوزيف فرنسيس ساتورو (بالإنجليزية: Joseph Francis Sartori)‏ هو مصرفي أمريكي، ولد في 25 ديسمبر 1858 في سيدار فولز في الولايات المتحدة، وتوفي في 6 أكتوبر 1946 في لوس أنجلوس في الولايات المتحدة.